# Одем (Техас)
Одем (англ. Odem) — місто (англ. city) в США, в окрузі Сан-Патрисіо штату Техас. Населення — 2255 осіб (2020).

## Географія
Одем розташований за координатами 27°56′47″ пн. ш. 97°35′11″ зх. д. / 27.94639° пн. ш. 97.58639° зх. д. (27.946464, -97.586387).  За даними Бюро перепису населення США в 2010 році місто мало площу 2,99 км², уся площа — суходіл.

## Демографія
Згідно з переписом 2010 року, у місті мешкало 2389 осіб у 786 домогосподарствах у складі 605 родин. Густота населення становила 799 осіб/км².  Було 889 помешкань (297/км²).
Расовий склад населення:
| - 88,1 % — білих - 0,6 % — чорних або афроамериканців - 0,2 % — корінних американців - 9,5 % — осіб інших рас |

До двох чи більше рас належало 1,5 %. Частка іспаномовних становила 79,2 % від усіх жителів.
За віковим діапазоном населення розподілялося таким чином: 31,3 % — особи молодші 18 років, 56,6 % — особи у віці 18—64 років, 12,1 % — особи у віці 65 років та старші. Медіана віку мешканця становила 33,8 року. На 100 осіб жіночої статі у місті припадало 94,1 чоловіків;  на 100 жінок у віці від 18 років та старших — 90,7 чоловіків також старших 18 років.
Середній дохід на одне домашнє господарство  становив 60 076 доларів США (медіана — 43 103), а середній дохід на одну сім'ю — 63 513 долари (медіана — 42 955). Медіана доходів становила 48 162 долари для чоловіків та 30 144 долари для жінок. За межею бідності перебувало 23,6 % осіб, у тому числі 38,5 % дітей у віці до 18 років та 24,5 % осіб у віці 65 років та старших.
Цивільне працевлаштоване населення становило 1069 осіб. Основні галузі зайнятості: освіта, охорона здоров'я та соціальна допомога — 25,9 %, будівництво — 12,5 %, виробництво — 10,0 %, роздрібна торгівля — 9,2 %.